# Toni, männlich, Hebamme – Daddy Blues
Daddy Blues ist ein deutscher Fernsehfilm von Sibylle Tafel aus dem Jahr 2019. Es handelt sich um die zweite Episode der ARD-Reihe Toni, männlich, Hebamme mit Leo Reisinger als Münchner Hebamme Toni in der Hauptrolle. Die deutsche Erstausstrahlung erfolgte am 15. Februar 2019 auf dem ARD-Sendeplatz Endlich Freitag im Ersten.

## Handlung
Toni besucht mit seiner Schwester Romy ein Wildwasser-Rennen, bei dem ihr Freund Flocke mitmacht. Als es ihr übel wird, hat Toni den Verdacht, dass sie schwanger ist, was sie bestätigt. Flocke gewinnt das Rennen und hat sich damit für die Olympischen Spiele qualifiziert. Als sie am Abend an die Siegesfeier gehen, erzählt Flocke, dass er nun für fünf Monate nach Slowenien ins Trainingslager muss. Romy eröffnet ihm, dass sie schwanger ist, und er macht ihr deshalb einen Heiratsantrag. Als Flocke aus dem Auto aussteigt, wird er von einem vorbeifahrenden Fahrzeug erfasst und landet querschnittsgelähmt im Rollstuhl. Bei der ersten Untersuchung von Romy in der Praxis merkt Toni, dass Flocke sich nicht mit seinem Schicksal abfinden kann und immer noch den Macho spielen muss. Deshalb wirft er ihn auch aus dem Wickelkurs.
Als Hanna die Kinder bei Toni vorbeibringt, sieht er sie aus dem Fenster mit ihrem neuen Freund. Sie knutschen herum, Toni fühlt sich angewidert. Hanna bekräftigt nochmals, dass er nun endlich die Scheidungspapiere unterschreiben soll. Toni behauptet, er habe sie noch nicht bekommen. Dr. Prantlhuber fordert Toni und seine Hebammen-Freundinnen zu einem Babycup im Bowling heraus. Gynäkologen gegen Hebammen. Luise ist die einzige Frau im Ärzteteam. Toni versucht Flocke zu ermutigen, nicht aufzugeben. So hilft er ihm mit der Einrichtung für das Baby in der Wohnung, aber es bleibt schwierig.
Luise hat ihre Freundin Leyla Gökdal als Patientin übernommen und  bittet Toni, die hochschwangere Frau zu betreuen. Dabei lernt er auch ihren Mann Seppi kennen, der eigentlich Yussuf heißt und ein ziemliches Muttersöhnchen ist. Am Hebammen-Stammtisch macht die Geschichte die Runde, dass Evi Höllriegl eine Schwangere an eine andere Hebamme verloren hat. Als Toni hört, dass es sich um Leyla handelt, schweigt er. Toni spricht am nächsten Morgen Luise darauf an und macht ihr klar, dass es eigentlich verpönt ist, dass man Kollegen die Kundschaft wegnimmt. Luise argumentiert, dass sich Leyla bei Evi nicht mehr wohlgefühlt hat, was Toni absolut nachvollziehen kann.
Flocke kämpft sich durch sein Leben im Rollstuhl, im Supermarkt schafft er es schon, jemanden um Hilfe zu bitten. Leyla, die zufällig auch im Laden ist, bekommt die Szene mit. Kurz darauf hat sie große Schmerzen und ruft Toni an. Er untersucht sie danach zu Hause und rät ihr dringend, sich nun zu schonen. Seppi erhält einen Anruf seiner Mutter Esra, in dem sie ihren Besuch ankündigt. Da sie sehr gläubig ist, müssen sie nun die Wohnung türken, damit sie nicht merkt, dass sie so gar nicht danach leben.
Beim Bowling verlieren die Hebammen gegen die Ärzte, weil Toni absichtlich schlecht wirft, um Luise gewinnen zu lassen. Als sie danach nach Hause gehen wollen, belästigt der betrunkene Arzt Moritz Luise, Toni geht dazwischen und bringt sie nach Hause. Bei Seppi und Leyla hängt der Haussegen schief, weil seine Mutter das Kommando übernommen hat. Als dann auch noch Toni als männliche Hebamme auftaucht, entbrennt ein riesiger Streit zwischen Leyla und Esra. Romy will mit Flocke einen Tanzkurs machen, aber er kneift im letzten Moment. Franzl anerbietet sich, den Tanzkurs mit ihr zu machen.
Als sich Leyla wieder mit Esra streitet, verlangt sie von Seppi, dass er sich nun endlich entscheiden muss, auf welcher Seite er steht. In dem Moment hat sie einen Blasensprung, Seppi will Toni anrufen, erwischt aber die falsche Nummer und landet bei Evi Höllriegl. Als er Toni dann noch erreicht und der mit Luise vorbeikommt, ist es bereits zu spät für einen Transfer ins Krankenhaus. Sie bereiten alles für eine Hausgeburt vor. Esra will Seppi wegschicken, weil ein Mann nie bei einer Geburt dabei ist. Er macht seiner Mutter nun klar, dass er zu seiner Frau steht und sie bei der Geburt unterstützt. Esra will daraufhin abreisen. Nach der Geburt treffen Luise und Toni draußen auf Evi, die ihm Konsequenzen für sein Tun androht.
Flocke will Franzl mit Romy verkuppeln, sie macht Toni eine Szene, weil sie meint, er stecke dahinter. Toni redet Flocke ins Gewissen und dringt endlich zu ihm durch. Er geht mit Toni zu Romy und entschuldigt sich. Zudem macht er ihr einen Heiratsantrag. Kurz vor der Hochzeit unterschreibt Toni endlich seine Scheidungspapiere. Luise hat die Einladung von Toni angenommen und begleitet ihn zur Hochzeit. Als Romy nach der Hochzeit draußen den Brautstrauß wirft, fängt Luise ihn. Für einen kurzen Moment tauschen Luise und Toni innige Blicke aus.

## Hintergrund
Daddy Blues wurde vom 5. Juni bis zum 3. Juli 2018 gedreht. Produziert wurde der Film von der Bavaria Fiction.

## Rezeption

### Einschaltquote
Die Erstausstrahlung am 15. Februar 2019 im Ersten wurde von 4,35 Millionen Zuschauern gesehen, was einem Marktanteil von 14,4 % entspricht.

### Kritiken
Die Kritiker der Fernsehzeitschrift TV Spielfilm zeigten mit dem Daumen nach oben und vergaben für Humor zwei, für Anspruch und Spannung einen von drei möglichen Punkten. Sie resümierten: „Langsam zupft sich die Filmfamilie zusammen“.
Tilmann P. Gangloff meinte bei Tittelbach.tv dazu: „Obwohl gerade das Schicksal von Flocke durchaus tragisch ist, wirkt ‚Daddy Blues‘ insgesamt etwas leichter als ‚Allein unter Frauen‘; das liegt nicht zuletzt an Lara Mandoki, deren Rolle allerdings auch längst nicht so dramatisch ist wie die von Anja Antonowicz im ersten Film.“ und „Neben den ausnahmslos überzeugenden Schauspielern sind es nicht zuletzt kleine komische Einfälle wie diese, die einen deutlichen Unterschied zwischen ‚Toni, männlich, Hebamme‘ und den zumeist deutlich dramatischeren Helferinnen-Reihen ausmachen: Während die Frauen auf dem besten Weg zur Seligsprechung sind, macht Toni einfach seine Arbeit; ein Heiliger will er offenbar ohnehin nicht sein.“